# Näsviken
Näsviken est une localité de Suède située dans la commune de Strömsund du comté de Jämtland. Elle couvre une superficie de 0,65 km2. En 2010, elle compte 203 habitants.